# Chissey-sur-Loue
Chissey-sur-Loue település Franciaországban, Jura megyében. Lakosainak száma 322 fő (2022. január 1.). Chissey-sur-Loue Arc-et-Senans, Fourg, Liesle, Chamblay, Chatelay, Courtefontaine, Écleux, Fraisans, Germigney, Plumont és Villers-Farlay községekkel határos.

## Népesség
A település népességének változása:
| Lakosok száma | 369  | 335  | 336  | 356  | 330  | 326  | 320  | 310  | 314  | 322  |
|               | 1968 | 1982 | 1990 | 2006 | 2013 | 2015 | 2017 | 2019 | 2020 | 2022 |